# Microrégion de la serra de São Miguel

Localisation de la microrégion de la serra de São Miguel

La microrégion de la serra de São Miguel est l'une des sept microrégions qui subdivisent la mésorégion de l'ouest de l'État du Rio Grande do Norte au Brésil.
Elle comporte 9 municipalités qui regroupaient 61 370 habitants en 2006 pour une superficie totale de 972 km2.

## Municipalités[1]
- Água Nova
- Coronel João Pessoa
- Doutor Severiano
- Encanto
- Luís Gomes
- Major Sales
- Riacho de Santana
- São Miguel
- Venha-Ver